# Троицкий, Николай Петрович
Никола́й Петро́вич Тро́ицкий (настоящая фамилия Буйлов; 12 (24) августа 1838 — 9 (22) сентября 1903, Санкт-Петербург) — русский артист балета, работавший в петербургской императорской труппе в 1857—1884 годах. Танцевал на сцене Большого и Мариинского театров.

## Биография
Николай Троицкий родился 12 (24) августа 1838 года в селе Троицкое под Санкт-Петербургом.
Начал выступать на сцене в 1854 году, в 16 лет, ещё будучи воспитанником Петербургского театрального училища. После выпуска из училища в 1857 году по приказу театрального начальства был зачислен корифеем в балетную труппу Императорских театров, хотя, обладая хорошими драматическими данными, ещё в училище мечтал о карьере драматического артиста. Прослужил в балетной труппе более 25 лет.
Хотя Троицкий получал сольные партии ещё в 1862 году, театровед Ю. А. Бахрушин утверждал, что «первые семь лет службы Троицкого в балете не выдвинули его из общей массы кордебалета». Настоящую известность ему принёс случай: балетмейстер Артур Сен-Леон ставил в театре балет Цезаря Пуни «Конёк-горбунок». Роль Иванушки репетировал солист Тимофей Стуколкин, но перед самой премьерой получил травму ноги. В качестве замены выбрали Николая Троицкого. Таким образом, артист вошёл в историю русского балета как первый исполнитель партии Ивана в балете «Конёк-Горбунок».
Премьера состоялась 3 декабря 1864 на сцене Большого (Каменного) театра и имела успех. Очевидцы премьеры указывали, что Сен-Леон «сдвинул как-то на задний план главное лицо: Царь-Девицу. …На первом плане — Иванушка-Дурачок (комик), верно олицетворяемый г-ом Троицким». Артист показал в исполненной им партии свой драматический и комедийный дар, умение вести пантомиму:

Дебютанту удалось создать очень яркий образ, но указания балетмейстера, которым он слепо следовал, толкнули его на путь гротеска, исказившего образ, задуманный автором сказки. Однако само исполнение Троицкого выявило его выдающееся дарование пантомимного актера. С этого момента дальнейшее положение артиста было обеспечено.— Ю. А. Бахрушин. «История русского балета».
Здесь нужно учитывать, что книга Бахрушина была написала в советское время, когда искусство рассматривалось с точки зрения прогрессивности — а прогрессивным считался лишь социалистический реализм, тогда как всё остальное, включая упомянутый гротеск, признавалось ретроградным и просто вредным.
Автор «Конька-Горбунка» писатель Пётр Ершов, который узнал о премьере постфактум, получив по почте фотографии исполнителей, не сомневался, что «Троицкий — это тип Ивана».
Удачно исполненная партия Иванушки решила судьбу исполнителя. Он многократно выступал в «Коньке-Горбунке», где его партнёршами по сцене были такие балерины, как Марфа Муравьёва, Матильда Мадаева, Адель Гранцова, Екатерина Вазем. Также успешно заменил Стуколкина на время его болезни в целом ряде балетов, которые затем вошли в его репертуар: «Роберт и Бертрам, или Два вора» (Бертрам), «Крестьянская свадьба» (Станислав), «Дочь фараона» (Джон Буль, он же Пасифонт), «Фауст» (Петере), «Пакеретта» (Игнас), «Фиаметта» (слуга Мартини), «Мельники» (Сотине).
Всего за годы своей карьеры Николай Троицкий исполнил на императорской сцене около 70 комедийных и характерных партий. В 1884 году он вышел в отставку.
Преподавал бальные танцы в нескольких учебных заведениях, в том числе в Смольном институте и в Михайловском артиллерийском училище, за что награждён серебряной медалью (1880).
Николай Петрович Троицкий умер 9 (22) сентября 1903 года в Санкт-Петербурге.

## Репертуар
Балеты А. Сен-Леона
- 4 сентября 1862 — Первый мимический танцовщик*, «Несчастия на генеральной репетиции» на сборную музыку
- 3 декабря 1864 — Иван*, «Конёк-горбунок» на музыку Ц. Пуни (Царь-Девица — Марфа Муравьёва)
- 26 сентября 1867 — Шут*, «Золотая рыбка» на музыку Л. Минкуса
- 4 февраля 1869 — Трюфальдин*, «Василиск» на музыку М. Грациани и Ц. Пуни, в бенефис балетмейстера
- слуга Мартини, «Фиаметта» на музыку Л. Минкуса
- Игнас, «Пакеретта» на музыку Ф. Бенуа

Балеты Ж. Перро
- Петере, «Фауст»
- пейзанин Лопец, «Маркобомба»

Балеты Ф. Кшесинского
- Бертрам, «Роберт и Бертрам, или Два вора»
- Станислав, «Крестьянская свадьба»

Балеты М. Петипа
- Джон Буль/Пасифонт, «Дочь фараона» на музыку Ц. Пуни
- 1871 — Король, «Дон Кихот» на музыку Л. Минкуса
- 1872 — китайский танец, «Камарго» на музыку Л. Минкуса
- 1874 — Дровосек, «Бабочка» на музыку Л. Минкуса
- 1875 — Мамоло, «Бандиты» на музыку Л. Минкуса
- 1877 — факир Мадгавая, «Баядерка» на музыку Л. Минкуса
- 1879 — Фризак, «Фризак-цирюльник» на музыку Ж. Снеля в оркестровке Л. Минкуса

(*) — первый исполнитель партии.